# Hans-Dieter Vogel
Hans-Dieter Vogel (* 21. Mai 1933 in Stuttgart; † 7. März 2021 ebenda) war ein deutscher politischer Beamter.

## Leben
Vogel studierte Rechtswissenschaft an der Eberhard Karls Universität Tübingen. Er war seit dem Wintersemester 1953/54 Mitglied der Turnerschaft Hohenstaufia Tübingen.  1961 wurde er zum Doktor der Rechte promoviert.
Vogel trat in den Dienst des Landes Baden-Württemberg ein. Er war im Staatsministerium Baden-Württemberg und bei der Vertretung des Landes Baden-Württemberg beim Bund tätig. Von 1965 bis 1977 und von 1984 bis zu seiner Versetzung in den Ruhestand 1992 war er im Innenministerium Baden-Württemberg tätig, zuletzt als Ministerialdirektor und Amtschef.
1990 wurde Vogel des Bundesverdienstkreuz 1. Klasse verliehen.

## Werke
- Die Rechtsstellung des Treuhänders bei der Durchführung des Treuhandliquidationsvergleichs zur Abwendung des Konkurses, Tübingen 1961.